# 兜橋
兜橋（かぶとはし）は、福島県伊達市梁川町の阿武隈川に架かる福島県道104号川前梁川線の道路橋である。当頁では前身となる渡船である「兜の渡し」についても述べる。

## 概要
- 全長：155.0m
  - 主径間：90.0m[1]
- 幅員：5.5（9.0）m
- 形式：3径間連続PC箱桁橋
- 竣工：1980年[2]

宮城県境までほど近い一級水系阿武隈川の福島県内最下流部に架かり、西詰は梁川町五十沢字切立に位置し、国道349号につきあたる丁字路となっている。東詰は梁川町舟生字山田に位置し、当県道が南へ屈折し、また阿武隈急行兜駅に向かう市道が北へ分岐する三叉路となっている。1980年に宮城・福島両県営渡船である兜の渡しを代替するために建設された。

## 兜の渡し
国道349号沿いに設置されている兜の渡し跡碑によると、明治9年、周辺住民に対し有料の渡船の許可が与えられ、明治19年に長瀞の渡（現在の宮城県伊具郡丸森町耕野）を兜に移し宮城県営の渡船となる、とされる。
大正8年4月にいわゆる旧道路法が施行されると、公道に接続する渡船場が道路の附属物として私人経営から県営化が可能と考えられ、宮城県側受益地域である耕野村、大張村、舘矢間村長連名で大正9年11月に県営化の請願書が宮城県知事へ提出された。大正10年12月には福島県側からこの請願に対する回答を紹介しているが、予算の都合により未決定との回答に留まった。
昭和5年7月31日、福島県から接続郡道が県道認定されたため、渡船を両県で管理する、という旨の協議書が宮城県に対し提示されたが、財政上の都合により私人経営を続行する、という回答であった。これに対し福島県は内務省令にて「県境渡船施設は県知事が管理しなければならない」と規定されていることや、次年度の予算編成にも関わることから回答を催促した上で、10月23日には、未だに返答がないため既に提示してある共同管理案に基づき次年度予算を編成したので、協議に応じてほしい、という旨の最後通牒とも取れる通知を送った。度重なる要請を受け宮城県で協議が行われ、昭和6年度からの公営化が決定された。以後40年以上に渡り当地の交通に供されてきたが、当橋梁の建設に伴い渡船は廃止された。

## 周辺
- 国道349号
- 阿武隈急行兜駅

## 隣の橋
（上流） - 梁川大橋 - 兜橋 - 羽出庭大橋 - （下流）